# تل حلان شيمي
تل حلان شيمي، (بالتركية:Hallan Çemi Höyüğü) هو موقع أثري ومستوطنة تعود إلى حوالي 10000 قبل الميلاد، وتقع في جنوب شرق تركيا، على بعد 50 كيلو مترًا من وسط مدينة باتمان. في الجزء الشرقي من جبال طوروس. الموقع عبارة عن تل يبلغ ارتفاعه 4.3 مترا، وتقع في واد ضيق على الشاطئ الغربي لنهر ساسون أحد روافد نهر دجلة.